# Elezioni parlamentari in Corea del Nord del 1977
Le elezioni parlamentari in Corea del Nord del 1977 si tennero l'11 novembre per il rinnovo dell'Assemblea popolare suprema. Non si conosce la ripartizione dei seggi tra i singoli partiti, ma tutti i seggi andarono come sempre all'unica coalizione legale in Corea del Nord, il Fronte Democratico per la Riunificazione della Patria.

## Risultati
| Coalizione | Coalizione                                            | Voti | %   | Seggi |
| ---------- | ----------------------------------------------------- | ---- | --- | ----- |
|            | Fronte Democratico per la Riunificazione della Patria |      | 100 | 579   |
| Totale     | Totale                                                |      | 100 | 579   |
| Fonte:     |                                                       |      |     |       |